# Tocantinsia piresi
Tocantinsia piresi — єдиний вид роду Tocantinsia з підродини Auchenipterinae родини Auchenipteridae ряду сомоподібних.

## Опис
Загальна довжина досягає 10 см. Голова невелика. Очі маленькі. Морда загострена. Є 3 пари помірно довгих вусів. Тулуб масивний, подовжений. Бічна лінія хвиляста. Спинний плавець піднято догори, з короткою основою, з 4 променями. Жировий плавець маленький. Грудні плавці помірно широкі. Анальний плавець доволі довгий. Хвостовий плавець з виїмкою.

## Спосіб життя
Біологія вивчена недостатньо. Воліє до прісних водойм. Є демерсальною рибою. Живиться фруктами, насінням, квітами. Під час сезону дощів є всеїдною.
Розмноження відбувається в період з листопада по січень, коли рівень води в річці підіймається.

## Розповсюдження
Мешкає у верхній частині басейну річки Токантінс (Бразилія). Звідси походить назва цього сома.